# チャム諸語
チャム諸語（チャムしょご）はオーストロネシア語族に属する言語グループである。スマトラ島から海南島にかけて散在する諸民族により話される。

## 分類
- アチェ語
- 沿海
  - チャム語
- 山岳地帯
  - 回輝語